# Grzegorz Gortat
Grzegorz Michał Gortat (ur. 7 kwietnia 1957 w Łodzi) – polski pisarz i tłumacz.

## Życiorys
W 1980 ukończył filologię angielską na Wydziale Neofilologii Uniwersytetu Warszawskiego. Następnie pracował jako nauczyciel języka angielskiego w szkołach średnich (1980–1988) oraz był tłumaczem w Ambasadzie Republiki Indonezji w Warszawie (1988–1995). Jednocześnie jako tłumacz od 1990 roku współpracował m.in. z wydawnictwem AiB w Warszawie. Od 1995 współpracował z wydawnictwem Reader’s Digest Przegląd jako tłumacz i autor tekstów. Od 1997 pracował jako specjalista ds. mediów Biura Prasowego Ambasady Stanów Zjednoczonych w Warszawie. Od 1996 jest członkiem rzeczywistym Stowarzyszenia Tłumaczy Polskich (sekcja literatury).
Jest autorem powieści, opowiadań, esejów, opowiadań fantasy, zarówno skierowanych do dzieci, jak i dorosłych. Jest również tłumaczem powieści brytyjskich i amerykańskich. W swoich powieściach sięga po gatunki takie jak: powieść noir, kryminał, powieść gotycka i fantasy. Podejmuje tematy takie jak m.in.: alienacja, rasizm, Holokaust, wojna i fatalizm.

### Życie prywatne
Jego żoną jest Elżbieta z d. Szenk. Mają córkę, Agatę (ur. 1986).

## Wyróżnienia
- Nagroda Polskiego Towarzystwa Wydawców Książek za powieść Do pierwszej krwi (2008)[3],
- 3-krotnie Książka Roku Polskiej Sekcji IBBY za powieść:
  - „Do pierwszej krwi” (2006)
  - „Szczury i wilki” (2009)
  - „Ewelina i Czarny Ptak” (2013)[3]
- Feniks Specjalny Stowarzyszenia Wydawców Katolickich za książkę Moje cudowne dzieciństwo w Aleppo (2018)[2].

## Publikacje
- Świt Kambriddów, Siedmiogród, 2000
- Cień Kwapry, Siedmiogród, 2002
- Patron, Rebis, 2003
- Do pierwszej krwi, Ossolineum, 2006
- Słowik Moskiewski, Wydawnictwo Dolnośląskie, 2008
- Zła krew, Nasza Księgarnia, 2009
- Szczury i wilki, Nasza Księgarnia, 2009
- Niekompletność, Nasza Księgarnia, 2010[2]
- Potkani a vlci: den, který všechno změnil, Jota, 2010, ISBN 978-80-7217-773-8
- Nowe przygody Bolka i Lolka: łowcy tajemnic, Znak Emotikon, 2012, ISBN 978-83-240-1969-4
- Muszkatowie, czyli jeden za wszystkich, wszyscy za jednego, Literatura, 2013
- Ewelina i Czarny Ptak, Ezop, 2013
- Nie budź mnie jeszcze, Ezop, 2013
- Miasteczko Ostatnich Westchnień, Ezop, 2014
- Piętnaście kroków, Ezop, 2015[2]
- Opowieści biblijne, Nasza Księgarnia, 2016, ISBN 978-83-10-13078-5
- Moje cudowne dzieciństwo w Aleppo, Wydawnictwo Bajka, 2017, ISBN 978-83-65479-19-8
- Mur, JanKa, 2017[2]
- Nowe przygody Bolka i Lolka, Znak emotikon, 2019, ISBN 978-83-240-5129-8
- Morze: odpływ, Media Rodzina, 2020, ISBN 978-83-8008-756-9
- Pan Rasmussen, HarperCollins Polska, 2020, ISBN 978-83-276-5491-5
- Pokój bez widoku, Media Rodzina, 2021, ISBN 978-83-8008-702-6

## Tłumaczenia
- Coben H., W głębi lasu, Reader’s Digest Przegląd, 2008, ISBN 978-83-60530-30-6
- Connelly M., Dziewięć smoków, Reader’s Digest Przegląd, 2012, ISBN 978-83-7684-066-6
- Coonts S., Szkarłatny jeździec, 1994
- Crais R., Zasada dwóch minut, Reader’s Digest Przegląd, 2008, ISBN 978-83-60530-38-2
- Deaver J., Znikający człowiek, Reader’s Digest, 2004, ISBN 978-83-905429-7-3
- DeMille N., Powrót Lwa, Reader’s Digest Przegląd, 2012, ISBN 978-83-7684-117-5
- Finder J., Człowiek firmy, Reader’s Digest Przegląd, 2007, ISBN 978-83-60530-02-3
- Finder J., Instynkt zabójcy, Reader;s Digest Przegląd, 2008, ISBN 978-83-60530-46-7
- Freedland J., Bourne S., Rachunek zemsty, Reader’s Digest, 2010, ISBN 978-83-7684-009-3
- Goldman W., Żar, 2000
- Quinnell A.J., Lockerbie,1996[1]
- Togarth M.G., Cel, Wydawnictwo Adamski i Bieliński, 1997, ISBN 978-83-85593-81-2
- Wager W.(inne języki), Szklana pułapka 2(inne języki), 1998[1]